# 米奇·孟尼亞克
麥肯齊·馬修·「米奇」·孟尼亞克（英語：McKenzie Matthew "Mickey" Moniak，1998年5月13日—），為美國職棒大聯盟的外野手，目前效力於科羅拉多洛磯，他先前曾效力於洛杉磯天使、費城費城人。他是2016年大聯盟選秀的選秀狀元。

## 職業生涯

### 小聯盟
費城人隊在2016年大聯盟選秀以第一指名選進孟尼亞克，而他在6月20日和球隊以610萬美元簽約。
2016年，孟尼亞克從新人聯盟開季。他那年的打擊率為2成84，並在新秀排行中入選全美前20名。
2017年，孟尼亞克升上1A，打擊率為2成36。棒球美國認為他的打擊實力僅次於同年選秀的榜眼尼克·森澤爾。隔年他升上高階1A，打擊率為2成70。
2019年，孟尼亞克受邀參加大聯盟春訓。同年他升上2A，打擊率為2成52。他在球季結束後到了亞利桑那秋季聯盟繼續打球。

### 大聯盟
2020年9月16日，孟尼亞克登上大聯盟。當時他接替另一名新秀艾列克·波姆上場代跑。兩天後，他在面對藍鳥的雙重賽敲出大聯盟首安。
2022年8月2日，费城人队将孟尼亚克以及一名叫Jadiel Sanchez的小联盟新秀打包交易到洛杉矶天使队，换来诨号“雷神”的右投諾亞·辛德賈德。

## 個人生活
孟尼亞克的祖父比爾，曾於紅襪隊小聯盟打了6年棒球。

## 外部連結
- 球員資訊和成績在MLB ，ESPN ，Retrosheet ，Baseball Reference ，Baseball Reference (Minors) ，Fangraphs ，The Baseball Cube （英文）
- 米奇·孟尼亞克的X（前Twitter）

| 前任： 丹斯比·史瓦森 | 大聯盟選秀狀元 2016年 | 繼任： 羅伊斯·路易士 |